# Strange Invaders (pel·lícula de 2002)
Strange Invaders és un curtmetratge d'animació del 2002 de l'animador Cordell Barker. Explica la història d'en Roger i la Doris, una parella que porten una vida tranquil·la. Quan un nen xoca a la seva sala d'estar, la parella està inicialment captivada. Tanmateix, el nen (anomenat als crèdits només com a "It") esdevé cada cop més destructiu i procedeix a saquejar la seva casa i arruïnar les seves vides. Les coses es tornen cada cop més estranyes fins que en Roger s'adona de la veritable naturalesa d'It.
Strange Invaders va ser el segon curtmetratge de Barker després de The Cat Came Back. Strange Invaders es va inspirar en l'experiència de Barker com a pare dels seus "tres nois malvats". Strange Invaders va guanyar nombrosos premis arreu del món i va ser nominat a l'Oscar al millor curt d'animació També va ser inclosa a l'Animation Show of Shows. Strange Invaders va aparèixer al programa de televisió canadenc ZeD el 22 de març de 2002. La pel·lícula es va produir a la ciutat natal de Barker, Winnipeg, Manitoba.

## Repartiment
- Cordell Barker com a Roger
- Jennifer Torrance com a Doris
- Jackson Barker com It